# Premier de Tokio 2013
El Toray Pan Pacific Open 2013 es un torneo de tenis jugado en canchas duras al aire libre. Es la 30ª edición del Toray Pan Pacific Open, y parte de la Serie Premier del WTA Tour 2013. Se llevará a cabo en el Coliseo Ariake de Tokio, Japón, del 22 al 28 de septiembre de 2013.

## Cabeza de serie

### Individual
| Tenista              | Ranking | Preclasificada |
| Victoria Azarenka    | 2       | 1              |
| Agnieszka Radwańska  | 4       | 2              |
| Sara Errani          | 6       | 3              |
| Caroline Wozniacki   | 8       | 4              |
| Angelique Kerber     | 9       | 5              |
| Jelena Janković      | 10      | 6              |
| Petra Kvitová        | 11      | 7              |
| Roberta Vinci        | 12      | 8              |
| Sloane Stephens      | 13      | 9              |
| Carla Suárez Navarro | 14      | 10             |
| Ana Ivanovic         | 16      | 11             |
| Samantha Stosur      | 17      | 12             |
| Simona Halep         | 20      | 13             |
| Kirsten Flipkens     | 22      | 14             |
| Sorana Cîrstea       | 44      | 15             |
| Dominika Cibulková   | 23      | 16             |

### Dobles
| Tenista                            | Ranking | Preclasificada |
| Hsieh Su-wei Peng Shuai            | 19      | 1              |
| Ashleigh Barty Casey Dellacqua     | 23      | 2              |
| Jelena Janković Katarina Srebotnik | 26      | 3              |
| Anna-Lena Grönefeld Květa Peschke  | 27      | 4              |

## Campeonas

### Individual Femenino
Petra Kvitová venció a  Angelique Kerber por 6-2, 0-6, 6-3

### Dobles Femenino
Cara Black  /  Sania Mirza  vencieron a  Chan Hao-ching /  Liezel Huber por 4-6, 6-0, [11-9]